# Doxander vittatus
Doxander vittatus is een slakkensoort uit de familie  Strombidae. De wetenschappelijke naam werd gepubliceerd in 1758 door Carl Linnaeus in de tiende editie van Systema naturae.